# Gesù (nome)
Gesù  è un nome proprio di persona italiano maschile.

## Varianti
- Alterati
  - Maschili: Gesuino[2][3][4], Gesumino[2], Gesuello[2]
  - Femminili: Gesuina[2][3], Gesumina[2], Gesuella[2]

### Varianti in altre lingue
- Arabo:  يسوع (Yasū'a, Yasu)[5], عيسى (Isa, Issa, Essa, Eesa)[5]
- Aramaico:יֵשׁוּע, ܝܫܘܥ(Yeshu'a, Yeshua, Jeshua)[5][6]
- Asturiano: Chus[7]
- Basco: Josu[5][7], Yosu[7]
  - Femminili: Josune[8]
- Catalano: Jesús[7]
- Danese: Jesus
- Francese: Jésus
- Galiziano: Xesús[5][7]
- Greco biblico: Ἰησοῦς (Iēsoûs)[5][6]
- Inglese: Jesus
- Latino: Iesus[1][5]
- Ligure: Gexù[9]
- Medio inglese: Jesu[6]
- Norvegese: Jesus
- Olandese: Jezus
- Polacco: Jezus
- Portoghese: Jesus
- Spagnolo: Jesús[5][7]
  - Ipocoristici: Chucho[5], Chus[5], Chuy[5]
  - Femminili: Jesusa[8]
  - Ipocoristici femminili: Chus[8]
- Tedesco: Jesus
- Turco: İsa

## Origine e diffusione

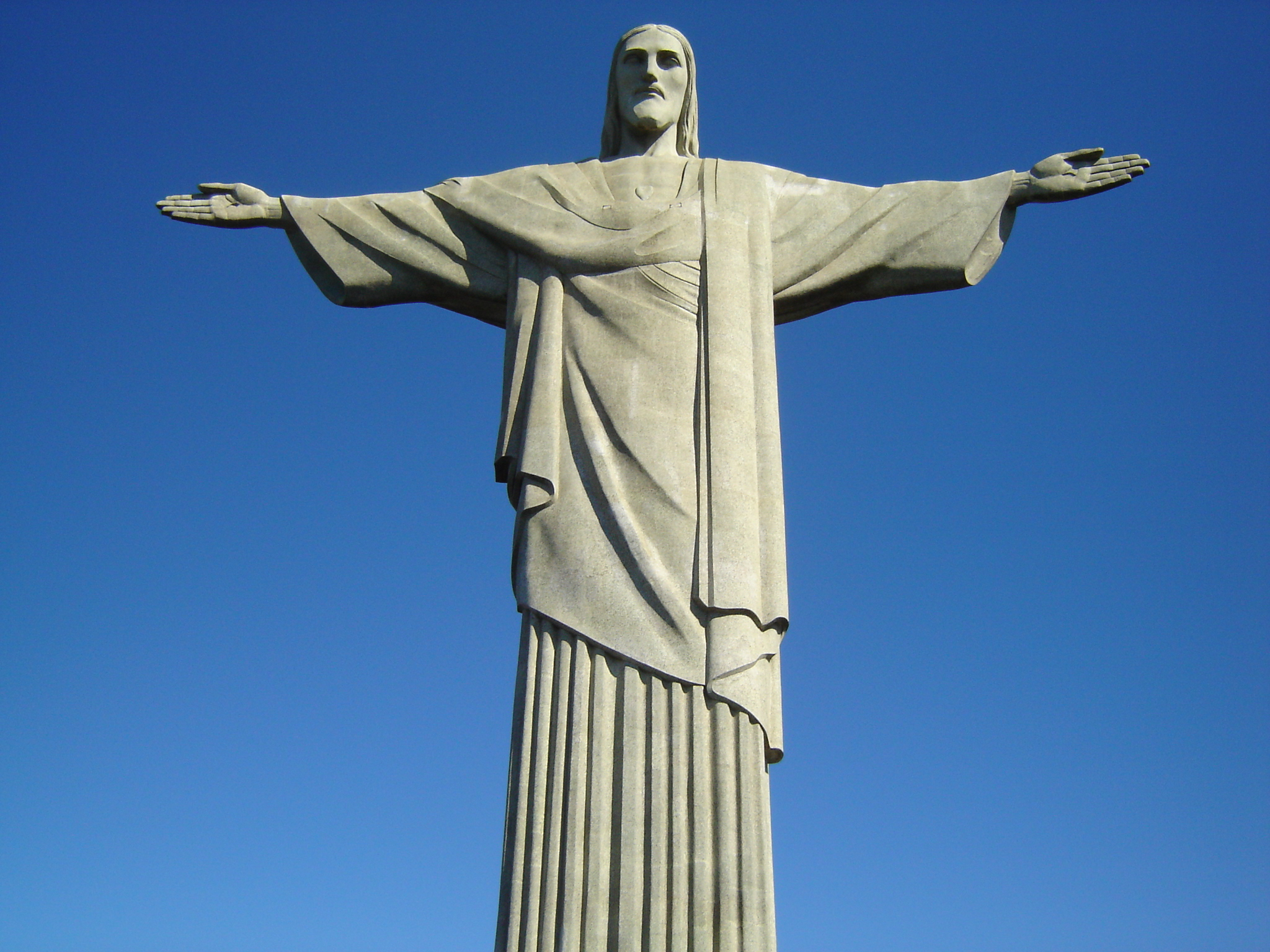
Il "Cristo Redentore" di Rio de Janeiro, una delle più note rappresentazioni di Gesù

Gesù è l'adattamento italiano del nome aramaico יֵשׁוּעַ (Yeshu'a), passato in greco biblico come Ἰησοῦς (Iēsoûs) e in latino biblico come Iesus; si tratta di una tarda traduzione aramaica del nome ebraico יְהוֹשֻׁעַ (Yehoshu'a), ovvero Giosuè, che ha il significato di "Yahweh è salvezza", "Yahweh salva". Questo nome è noto a livello internazionale per essere stato portato da Gesù, detto "il Cristo", figura centrale del Nuovo Testamento, adorato come il figlio di Dio dai cristiani e considerato un importante profeta anche dai musulmani.
All'epoca dei primi cristiani il nome era poco usato, poiché era giudicato irriguardoso; questa tradizione è rimasta in diversi paesi, inclusa l'Italia, dove però sono diffuse alcune forme diminutive, considerate più rispettose. In altri paesi invece il nome gode di buona diffusione, come quelli ispanofoni, dove si trova nella forma Jesús. Gesù non è l'unico caso di un nome non usato perché considerato troppo sacro; casi simili furono in passato, in Irlanda, i nomi Brigida e Patrizio.
I nomi Abdieso, Barachisio e Maoilios sono tutti dei composti contenenti il nome "Gesù"; anche il nome Gesualdo potrebbe essere un derivato di Gesù, ma potrebbe avere anche origini germaniche indipendenti.

## Onomastico
L'onomastico può essere festeggiato il 5 febbraio in memoria di san Jesús Mendez Montoya, sacerdote e martire a Valtiervílla (Messico), oppure il 25 settembre in onore del beato Jesús Hita Miranda, religioso marianista, martire a Ciudad Real. In alcuni casi viene festeggiato anche in occasione di ricorrenze legate al nome di Gesù Cristo, come il Battesimo di Gesù (che può variare dal 7 al 13 gennaio) o il Santissimo Nome di Gesù (il 3 gennaio). 

## Persone
- Gesù di Nazaret, Messia del Cristianesimo
- Gesù Barabba, in genere chiamato solo "Barabba", criminale ebreo citato nel Nuovo Testamento
- Gesù Giusto, compagno di san Paolo citato nel Nuovo Testamento

### Variante Jesús

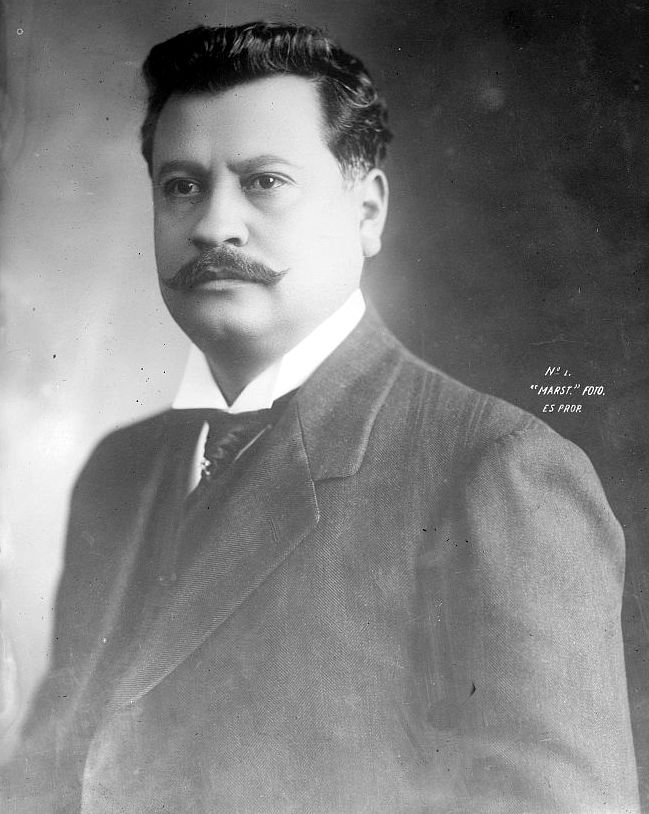
Jesús Flores Magón

- Jesús Aranguren, calciatore e allenatore di calcio spagnolo
- Jesús Blasco, autore di fumetti spagnolo
- Jesús Corona, calciatore messicano
- Jesús Dátolo, calciatore argentino
- Jesús Flores Magón, rivoluzionario messicano
- Jesús Franco, regista, sceneggiatore e attore spagnolo
- Jesús Huerta de Soto, economista spagnolo
- Jesús Navas, calciatore spagnolo
- Jesús Piñero, politico portoricano

### Variante Josu
- Josu Agirre, ciclista su strada spagnolo
- Josu Jon Imaz, politico spagnolo
- Josu Sarriegi, calciatore spagnolo
- Josu Urrutia, calciatore e dirigente sportivo spagnolo

### Variante Issa
- Issa Ba, calciatore senegalese
- Issa Hayatou, dirigente sportivo, cestista e atleta camerunese
- Issa Mohammed, calciatore emiratino
- Issa Ndoye, calciatore senegalese

### Altre varianti maschili
- Isa bin Salman Al Khalifa, sovrano del Bahrein
- Isa ibn Ali Al Khalifa, sovrano dei Bahrein
- Jesus Luz, modello brasiliano
- Chus Mateo, allenatore di pallacanestro spagnolo
- Essa Obaid, calciatore emiratino
- Jésus Sinisterra, calciatore colombiano
- Chucho Valdés, pianista, compositore e arrangiatore cubano

### Varianti femminili
- Josune Bereziartu, arrampicatrice spagnola
- Chus Lampreave, attrice spagnola

## Il nome nelle arti
- Jesus Burgess è un personaggio del manga e anime One Piece.

## Curiosità
- Jesús Malverde è un personaggio del folclore messicano, un bandito di strada, venerato da molti come santo.